# Grundtjärnen (Malå socken, Lappland, 723584-163629)
Grundtjärnen är en sjö i Malå kommun i Lappland och ingår i Skellefteälvens huvudavrinningsområde.